# Literatura brasilera
La literatura brasilera és la literatura escrita en portuguès per brasilers o al Brasil, incloent treballs escrits abans de la independència del país, en 1822. Al llarg dels seus primers anys, la literatura brasilera va seguir les tendències literàries de Portugal, mentre que gradualment va passar a un estil d'escriptura diferent i autèntic en el transcurs dels segles XIX i XX, en la cerca de temes veritablement brasilers i l'ús de formes brasileres.
El portuguès és un idioma romànic i l'únic idioma oficial del Brasil, junt amb el llenguatge per a sords (Libras). Líricament, el poeta Olavo Bilac, el va definir com " (...) desconhecida e fosca./ Tuba d'alto clangor, lira singela,/ Que tens o trom e o silvo da procela,/ E o arrolo da saudade e da ternura! ", que es tradueix més o menys com "(...) desconegut i fosc,/ Tuba de lira alta i senzilla,/ que sosté la trompeta i el xiuxiueig de la tempesta/ I el cant de la saudade i de la tendresa!".
El premi literari més significatiu en llengua portuguesa és el Premi Camões, que si bé s'entrega a Portugal, el comparteix amb la resta del món lusòfon. A finals de 2021, el Brasil comptava amb tretze guanyadors del premi. El Brasil també té la seva pròpia acadèmia literària, l'Acadèmia Brasilera de Lletres, una organització cultural sense finalitat de lucre per a perpetuar la cura de la llengua i la literatura nacionals.
La literatura brasilera ha estat molt prolífica. Tenint com a naixement la carta de Pero Vaz de Caminha, el document que marca el descobriment del Brasil, la literatura del país ha abastat diversos escriptors significatius. Entre els principals, figuren els novel·listes Machado de Assis, Guimarães Rosa, Jorge Amado, Clarice Lispector i Graciliano Ramos; poetes com João Cabral de Melo Neto, Mário de Andrade, Carlos Drummond de Andrade, Vinícius de Moraes, Antônio Gullar i Manuel Bandeira; dramaturgs com Nelson Rodrigues i Augusto Boal, i crítics i teòrics literaris com Antonio Candido i Otto Maria Carpeaux, entre d'altres.

## Període colonial
Un dels primers documents que podrien considerar-se literatura brasilera és la Carta de Pero Vaz de Caminha. Està escrita per l'escrivà a Manuel I de Portugal i conté una descripció de com es veia el Brasil el 1500. Les revistes de viatgers i els tractats descriptius sobre l'Amèrica Portuguesa van dominar la producció literària durant els dos segles següents, incloent-hi els contes de Jean de Léry i Hans Staden, que explica la història de la seva trobada amb els indis Tupís en la costa de São Paulo i que va ser extraordinàriament influent per a les concepcions europees del Nou Món.
Alguns exemples literaris més explícits sobreviuen aquest període, com el poema èpic de Basílio da Gamma que celebra la conquesta de les Missions pels portuguesos, i l'obra de Gregório de Matos, un advocat del segle xvii de Salvador que va produir una gran quantitat de poesia satírica, religiosa i secular. Matos es va inspirar molt en influències barroques com els poetes espanyols Luis de Góngora i Francisco de Quevedo.
El neoclassicisme es va estendre al Brasil a mitjan segle xviii, seguint l'estil italià. La literatura sovint va ser produïda per membres d'acadèmies temporals o semipermanents i la major part del contingut estava en el gènere pastoral. El centre literari més important del Brasil colonial va ser la pròspera regió de Mines Gerais, coneguda per les seves mines d'or, on havia començat un pròsper moviment pronacionalista. Els poetes més importants de l'arcadisme van ser Cláudio Manuel da Costa, Tomás Antônio Gonzaga, Alvarenga Peixoto i Manuel Inácio da Silva Alvarenga, tots ells involucrats en un aixecament contra el poder colonial, la Inconfidência Mineira. Gonzaga i Costa van ser exiliats a Àfrica com a conseqüència.

## Romanticisme

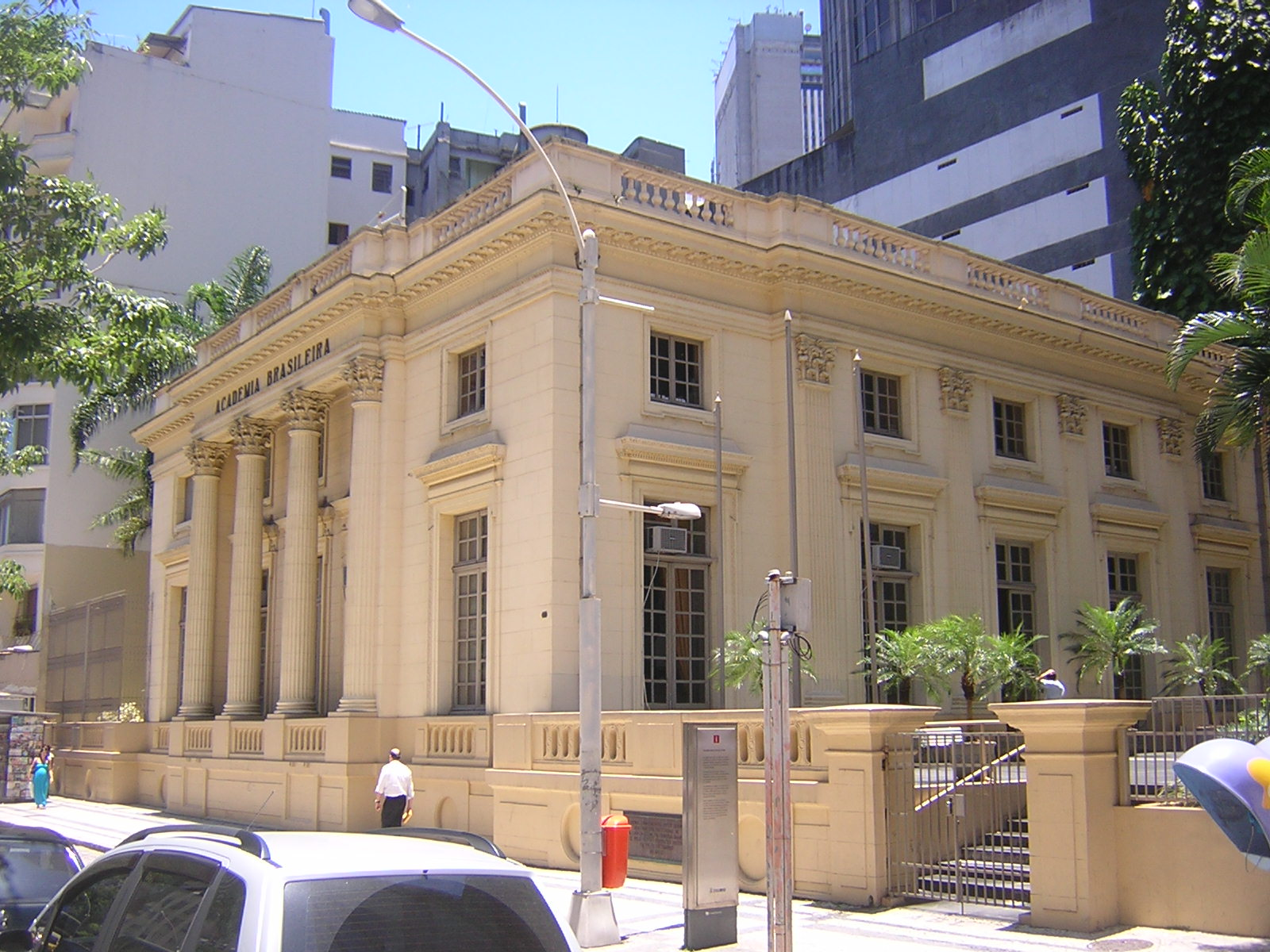
Seu de l'Acadèmia Brasilera de Lletres a Rio de Janeiro.

El neoclassicisme o arcadisme va durar molt de temps, sufocant la innovació i restringint la creació literària. No va ser fins al 1836 que el romanticisme va començar a influir en la poesia brasilera a gran escala, principalment a través dels esforços del poeta expatriat Gonçalves de Magalhães. Diversos poetes joves, com Casimiro de Abreu, van començar a experimentar amb el nou estil poc després. Aquest període va produir alguns dels primers treballs estàndard de la literatura brasilera.
Les característiques clau de la literatura del país nounat són l'afecte exagerat, el nacionalisme, la celebració de la naturalesa i la introducció inicial del llenguatge col·loquial. La literatura romàntica aviat es va tornar molt popular. Novel·listes com Joaquim Manuel de Macedo, Manuel Antônio de Almeida i José de Alencar van publicar les seves obres en sèrie en els diaris i es van convertir en celebritats nacionals.
Cap a 1850 va començar una transició centrada en Álvares de Azevedo. La col·lecció de contes curts d'Azevedo Noite na Taverna i la seva poesia, recopilada pòstumament en Lira dos Vinte Anos es va fer influent. Azevedo va ser influenciat en gran manera per la poesia de Lord Byron i Alfred de Musset. Aquesta segona generació romàntica estava obsessionada amb la morbiditat i la mort.
Al mateix temps, poetes com Castro Alves, que va escriure sobre els horrors de l'esclavitud (Navio Negreiro), va començar a escriure obres amb una agenda social progressiva específica. Les dues tendències van coincidir en un dels assoliments més importants de l'era romàntica: l'establiment d'una identitat nacional brasilera basada en l'ascendència índia i la naturalesa rica del país. Aquests trets van aparèixer per primera vegada en el poema narratiu de Gonçalves Dias I-Juca-Pirama, però aviat es va generalitzar. La consolidació d'aquest subgènere (Indianismo) es troba en dues novel·les famoses de José de Alencar: Els guaranís, sobre una família de colons portuguesos que van prendre indis com a servents però després van ser assassinats per una tribu enemiga, i Iracema, sobre un home portuguès naufragat que viu entre els indis i es casa amb una bella dona índia. L'iracema és especialment líric, obrint-se amb cinc paràgrafs de pura poesia en prosa d'estil lliure que descriu el personatge del títol.

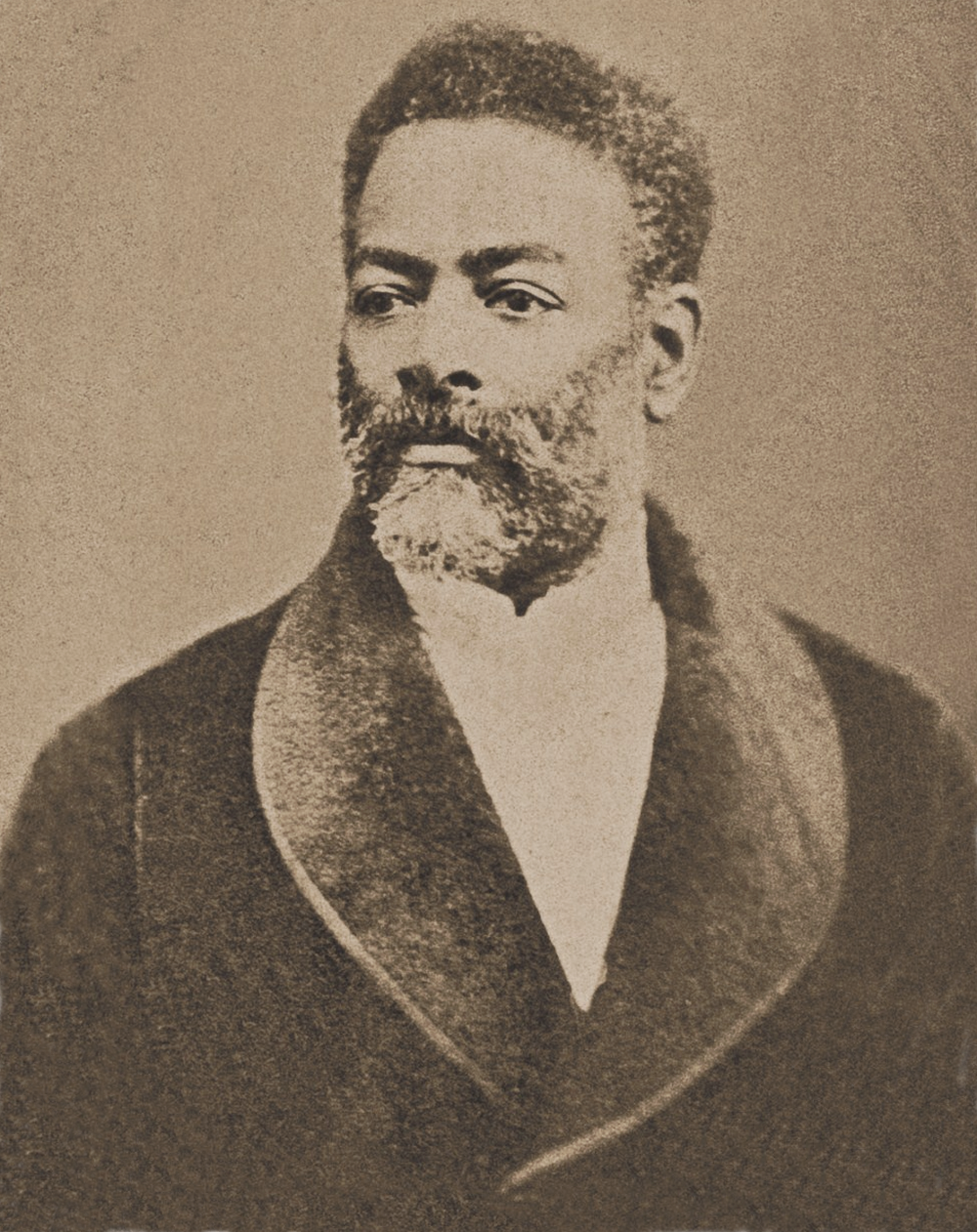
Luís Gama
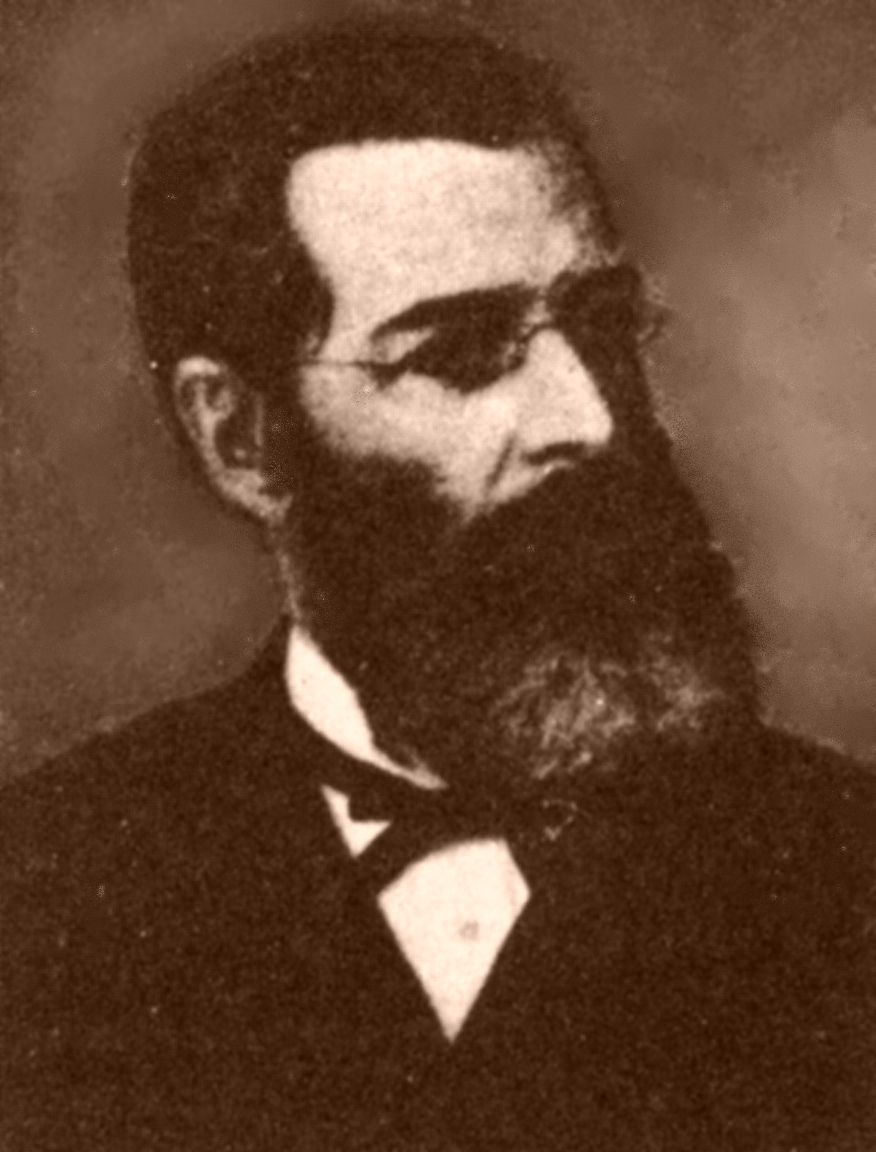
José de Alencar
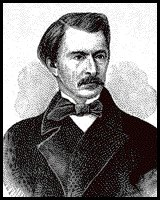
Gonçalves de Magalhães

## Realisme
El declivi del romanticisme, juntament amb una sèrie de transformacions socials, va tenir lloc a mitjan segle XIX. Va sorgir una nova forma d'escriptura en prosa, incloent-hi l'anàlisi dels indígenes i la descripció de l'ambient, en els autors regionalistes (com Franklin Távora i João Simões Lopes Neto). Sota la influència del Naturalisme i d'escriptors com Émile Zola, Aluísio Azevedo va escriure O Cortiço, amb personatges que representen totes les classes socials i categories de l'època. El realisme brasiler no va ser molt original al principi, però va prendre una importància extraordinària a partir de Machado d'Assis i Euclides da Cunha.

### Machado de Assis
Generalment considerat com el més gran escriptor brasiler de tots els temps, Joaquim Maria Machado de Assis (1839–1908) és també l'escriptor més important del realisme brasiler. Nascut a la ciutat de Rio de Janeiro (aleshores, capital imperial del Brasil), era fill natural d'un pintor de parets mig negre i d'una dona portuguesa, l'única educació de la qual, a més de les classes d'alfabetització, era la lectura extensa de llibres en préstec.
Treballant com a tipògraf en una editorial, aviat es va familiaritzar amb la major part de la literatura mundial i va dominar l'anglès i el francès. En els seus inicis de carrera va escriure diversos best-sellers (com ara A Mão e a Luva i Ressurreição) que, malgrat el seu romanticisme excessiu, ja mostren el seu humor vivaç i part del seu pessimisme cap a les convencions de la societat.
Després de ser introduït en el realisme, Machado de Assis va canviar el seu estil i els seus temes, produint una de les proses més notables mai escrites en portuguès. L'estil va servir com el mitjà per al seu humor corrosiu i el seu pessimisme intens, que estava molt lluny de les concepcions simples dels seus contemporanis.
Les obres més importants de Machado són:
- Memórias Póstumas de Brás Cubas, l'autobiografia fictícia d'un home recentment mort, escrita per si mateix "des de fora". És totalment antiromàntic i ridiculitza a la societat de Rio de Janeiro de l'època. Aquest llibre conté una de les frases més implacables sobre l'amor mai escrites: "Marcela amou-me durante quinze meses e onze contos de réis; nada menos". (Marcela em va estimar durant quinze mesos i onze mil rals; déu-n'hi-do.)
- Dom Casmurro pretén ser l'autobiografia d'un home solitari que ha deixat a la seva esposa i al seu únic fill després de gaudir d'anys de feliç vida conjugal. La novel·la és famosa en el món de llengua portuguesa per la seva anàlisi d'un cas (possible, però mai provat o admès) d'adulteri.
- Quincas Borba
- O Alienista, la breu història d'un psiquiatre que funda un hospital per a malalts mentals en una petita ciutat i després realitza profundes recerques sobre la naturalesa i la cura de les malalties mentals, pertorbant enormement l'estil de vida de la ciutat.

Machado també va ser un poeta menor, escrivint sobretot poesia casual d'extraordinària correcció i bellesa. La seva reputació com a novel·lista ha mantingut la seva poesia publicada, i la crítica recent l'ha considerat millor que la de molts dels seus contemporanis.

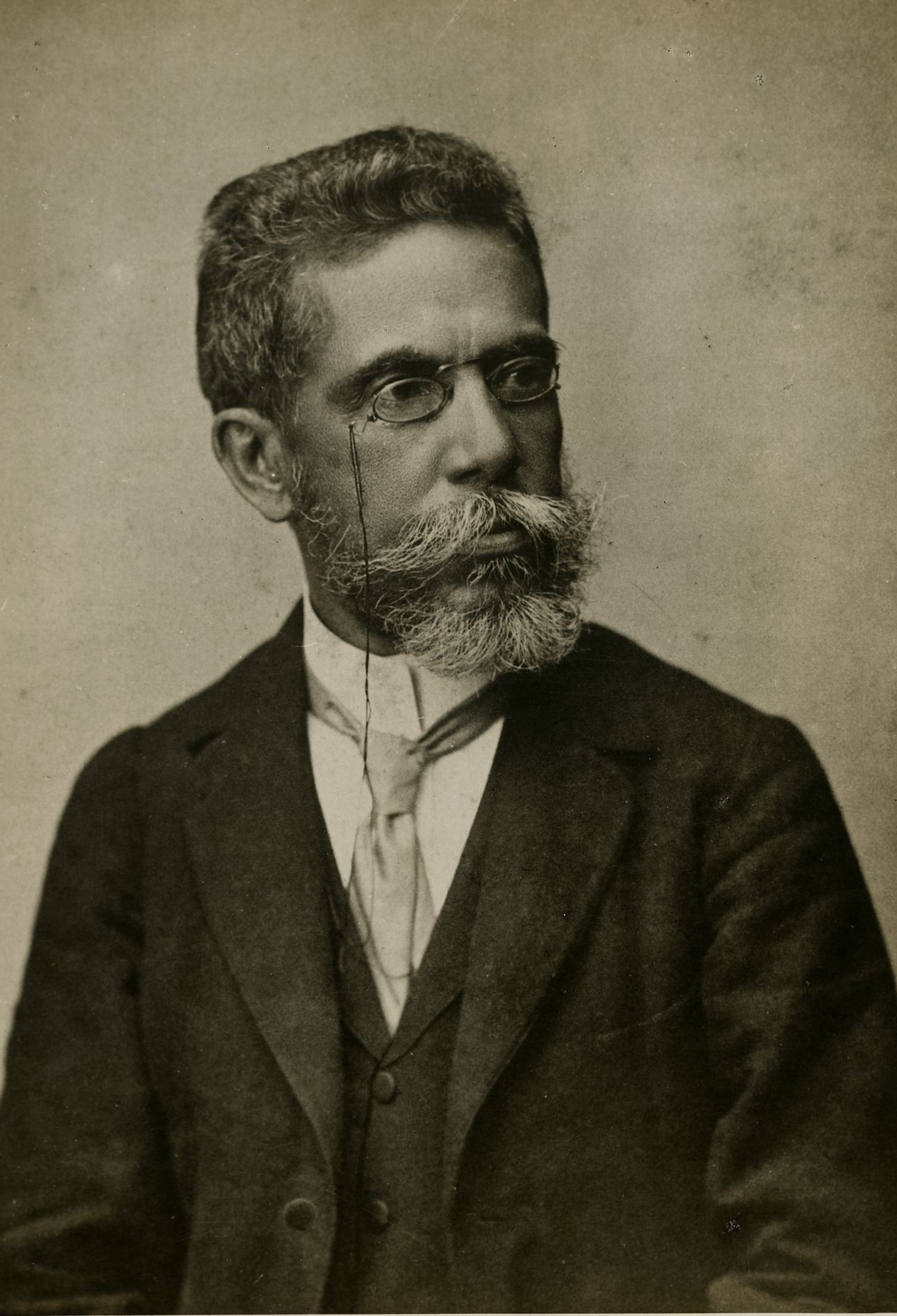
Machado de Assis
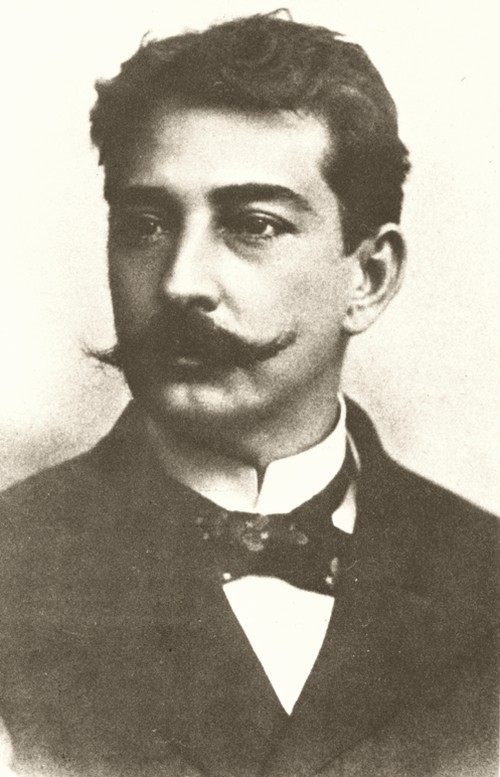
Aluísio Azevedo
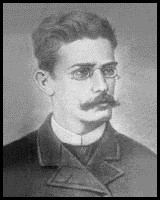
Raul Pompeia
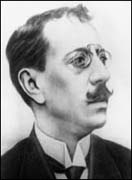
Olavo Bilac
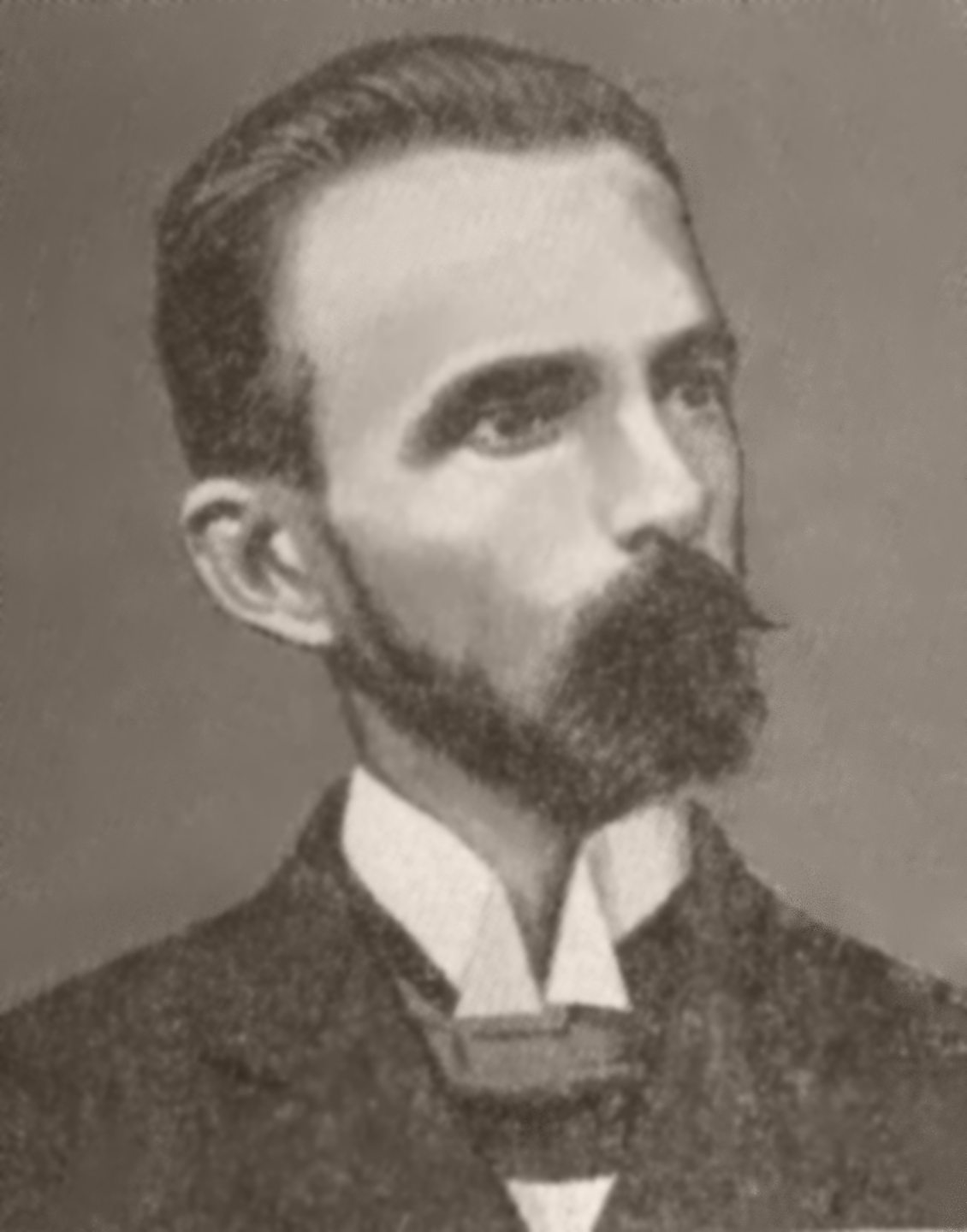
Raimundo Correia

## El premodernisme
El període entre 1895 i 1922 rep el nom de premodernisme pels estudiosos brasilers perquè, tot i que no hi ha un predomini clar de cap estil, hi ha algunes manifestacions primerenques del modernisme. L'època premoderna és curiosa, ja que l'escola francesa del simbolisme no es va estendre - a excepció, potser, del catarinense João da Cruz e Sousa - i la majoria dels autors del realisme encara van mantenir els seus estils anteriors i la seva reputació (inclosos Machado de Assis i el poeta Olavo Bilac). Alguns autors d'aquesta època van ser Monteiro Lobato, Lima Barreto, Simões Lopes Neto i Augusto dos Anjos.

### Euclides da Cunha
Escriptor aclamat molt influït pel determinisme, Cunha sempre va ser turmentat pels seus problemes familiars (va ser assassinat per l'amant de la seva dona) i va haver d'enfrontar-se a l'oposició política a causa de les seves opinions. Com a periodista autònom que treballava a O Estado de S. Paulo va cobrir la Guerra dels Canudos, una revolta popular amb alguns trets igualitaris i fonamentalistes cristians que va tenir lloc a Bahia el 1895-97. Les seves històries, juntament amb alguns assaigs que va escriure sobre la gent i la geografia del nord-est brasiler, van ser publicades en un gruixut volum anomenat Os Sertões.
En el seu treball Cunha va plantejar la tesi revolucionària que l'Estat brasiler era una entitat violenta i estrangera, rebutjada (però sovint tolerada) per la gran majoria de la població analfabeta i desposseïda, alguns dels quals conservaven creences i comportaments que no havien canviat en mil anys o més. Va descobrir, per exemple, que el sebastianisme estava present en el nord-est brasiler i que moltes rimes medievals portugueses, contes i tradicions eren mantinguts pel gruix de la població dels sertões. Aquesta població no va acceptar el laïcisme, el govern republicà i, especialment, la justícia o la pau.
La seva trilogia Os Sertões està composta per tres parts titulades "La terra", "L'home" i "La lluita". Aquesta organització del llibre reforça la idea que l'entorn on va néixer un home, els aspectes socials de la seva residència i la cultura de l'home poden definir en què esdevindrà. Aquest principi es coneix com a determinisme, una manera de pensar que va influir profundament en la literatura brasilera a mitjans i finals del segle xix i principis del segle xx.

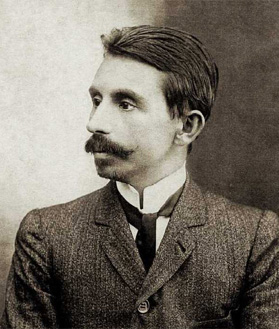
Euclides da Cunha
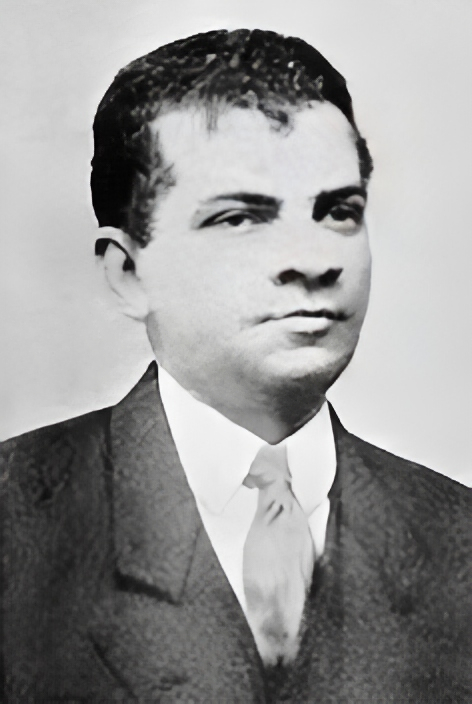
Lima Barreto
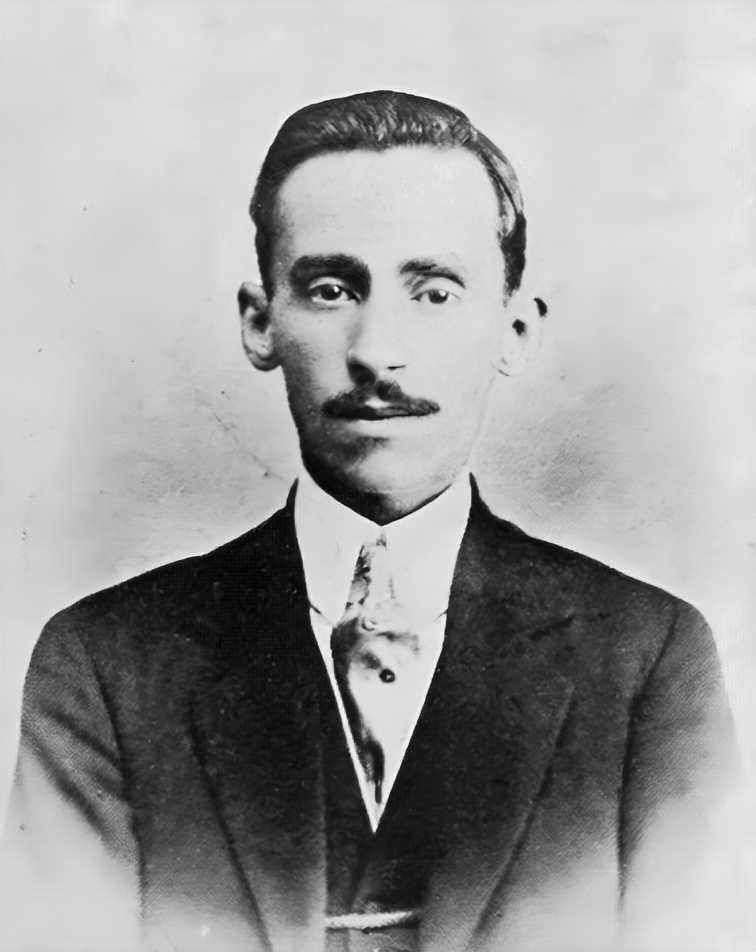
Augusto dos Anjos

## Modernisme
El modernisme va començar al Brasil amb la Setmana d'Art Modern, l'any 1922. La generació de 1922 va ser un sobrenom per als escriptors Mário de Andrade (Paulicéia Desvairada, Macunaíma), Oswald de Andrade (Memórias Sentimentais de João Miramar), Manuel Bandeira, Cassiano Ricardo i altres, tots els quals combinaven tendències nacionalistes amb interès pel modernisme europeu. Alguns moviments nous com el surrealisme ja eren importants a Europa, i van començar a implantar-se al Brasil durant aquest període.

### Mário de Andrade
Mário de Andrade va néixer a São Paulo. Va exercir de professor i va ser un dels organitzadors de la Setmana d'Art Modern. Va investigar el folklore i la música popular brasilera i els va utilitzar en els seus llibres, evitant l'estil europeu. El seu antiheroi brasiler és Macunaíma, producte de la barreja ètnica i cultural. L'interès d'Andrade pel folklore i el seu ús del llenguatge col·loquial van ser extremadament influents.

### Oswald de Andrade
Oswald de Andrade, un altre participant de la Setmana de l'Art Modern l'any 1922, va treballar com a periodista a São Paulo. Nascut en una família benestant, va viatjar a Europa diverses vegades. De la generació de 1922, Oswald de Andrade representa millor les característiques rebels del moviment modernista. És autor del Manifest Antropófago (1927), en el qual diu que és necessari que el Brasil, com un caníbal, s'empassi la cultura estrangera i, en la digestió, creï la seva pròpia cultura.

### Generació dels anys 30
Després de la crítica modernista hi va haver una generació d'escriptors que en realitat va "regressar" en termes d'idees "modernistes" d'experimentació, i que es van centrar en la crítica social. En la crítica literària, però, es consideren sobretot com un desenvolupament dins del modernisme i s'agrupen dins del terme "Geração de 30" (generació dels anys 30).
Jorge Amado, un dels escriptors brasilers moderns més coneguts, va intentar amb les seves novel·les aproximar les seves obres a una literatura proletària, ell mateix era membre del partit comunista que defensava el realisme socialista a l'època. Rachel de Queiroz i José Lins do Rego van ser altres escriptors importants d'aquesta generació.

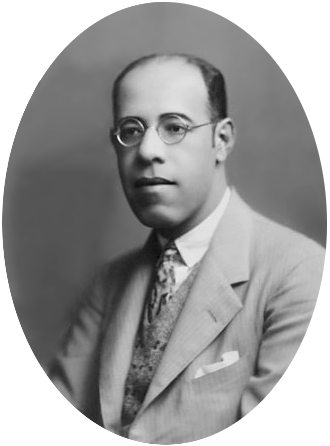
Mário de Andrade
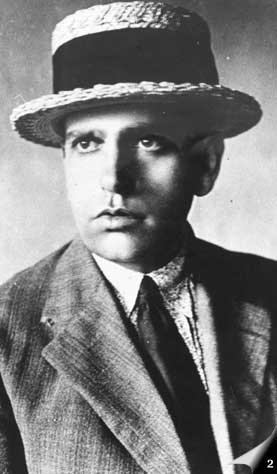
Oswald de Andrade
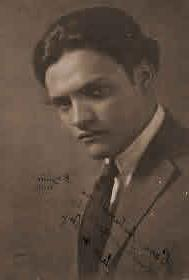
José Lins do Rego
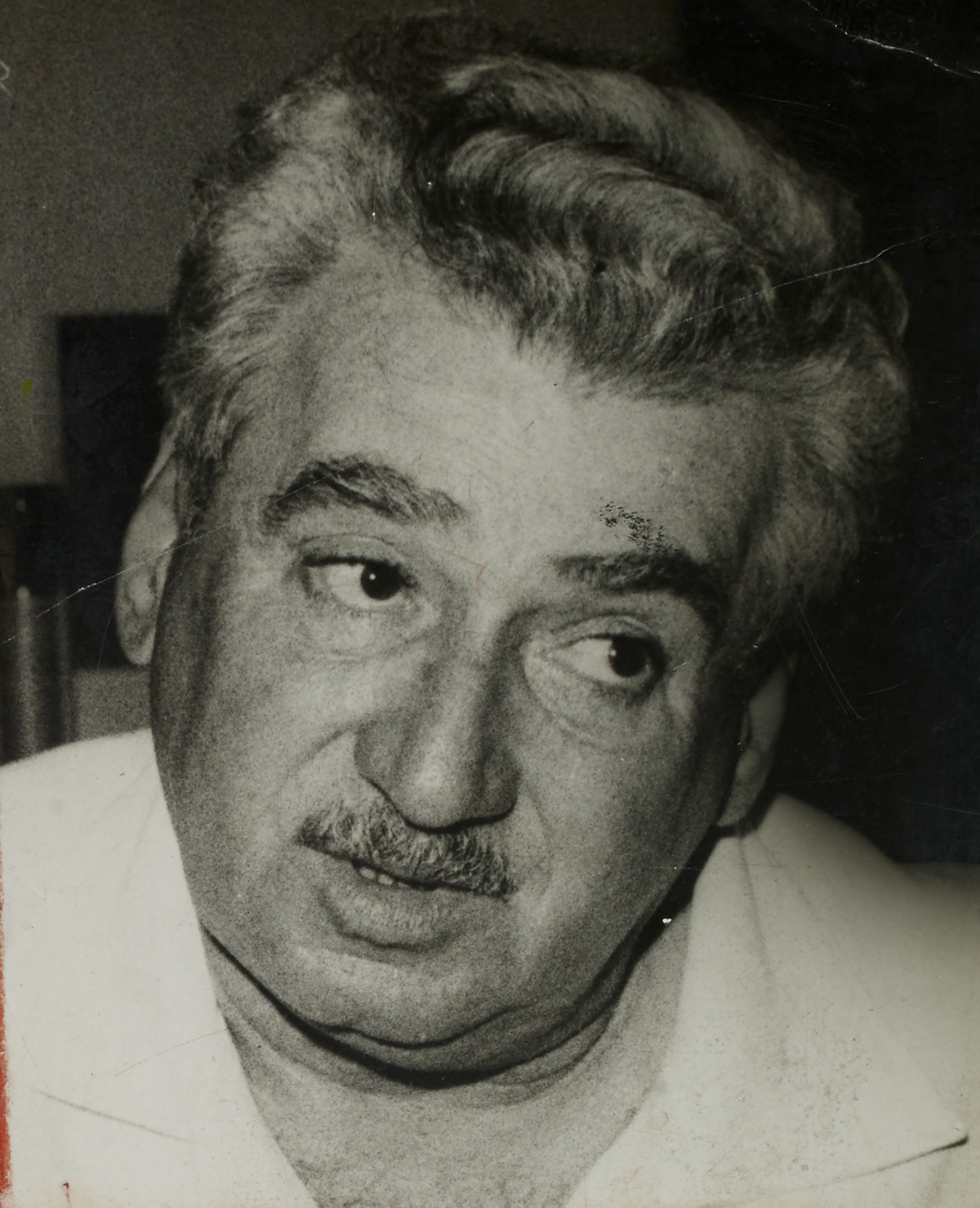
Jorge Amado

## Postmodernisme
El que va definir el modernisme brasiler eren dos trets principals: experiments de llenguatge, una consciència social millorada o una barreja entre tots dos, com va ser el cas d'Oswald de Andrade, que es va sentir breument atret pel moviment comunista. La reacció al modernisme, doncs, va assumir la forma d'una barreja entre el seu tret més destacat, l'ús d'un llenguatge literari més formal (com va ser el cas de l'anomenada "generació del 1945", els distintius bessons de la qual van ser, en primer lloc, la poesia altament física de João Cabral de Melo Neto, que es va oposar al modernisme poètic de Carlos Drummond de Andrade, i, en segon lloc, als sonets -tant el model italià com l'anglès- del primer Vinícius de Moraes, seguits de dosis variables, segons l'autor considerat, de subjectivisme, conservadorisme polític i catolicisme militant.
Dos escriptors d'aquella "escola" que han publicat després dels anys 50 ja estan, sens dubte, dins del cànon de la literatura brasilera: Clarice Lispector, les novel·les i contes existencialistes de la qual estan plenes de corrents de consciència i epifanies, i João Guimarães Rosa, el llenguatge experimental del qual ha canviat per sempre el rostre de la literatura brasilera. La seva novel·la Grande Sertão: Veredas s'ha comparat amb l'Ulysses de James Joyce o la Berlin Alexanderplatz d'Alfred Döblin i figura a la llista de les 100 millors novel·les de tots els temps a la Biblioteca Mundial Bokklubben. João Guimarães Rosa és considerat per molts com el més gran escriptor brasiler.
Després de l'estela del subjectivisme conservador inaugurada pels Octávio de Faria, Lúcio Cardoso, Cornélio Penna i Gustavo Corção; Nelson Rodrigues va fer la seva carrera com a dramaturg i periodista esportiu. Les seves obres de teatre i contes breus - aquests últims publicats principalment com a fulletons de diaris - feien una crònica dels costums socials dels anys 50 i 60; l'adulteri i les patologies sexuals en general són una de les seves principals fixacions. El seu escrit esportiu descriu l'evolució del futbol a la passió nacional del Brasil. Va ser molt crític amb els joves d'esquerres que es van oposar a la dictadura militar després del cop d'estat de 1964; per això va ser considerat de dretes i conservador. Durant un temps molt prodictadura, va haver de patir el tràgic destí de què un dels seus fills fos torturat i empresonat per pertànyer a una organització guerrillera clandestina.

Graciliano Ramos
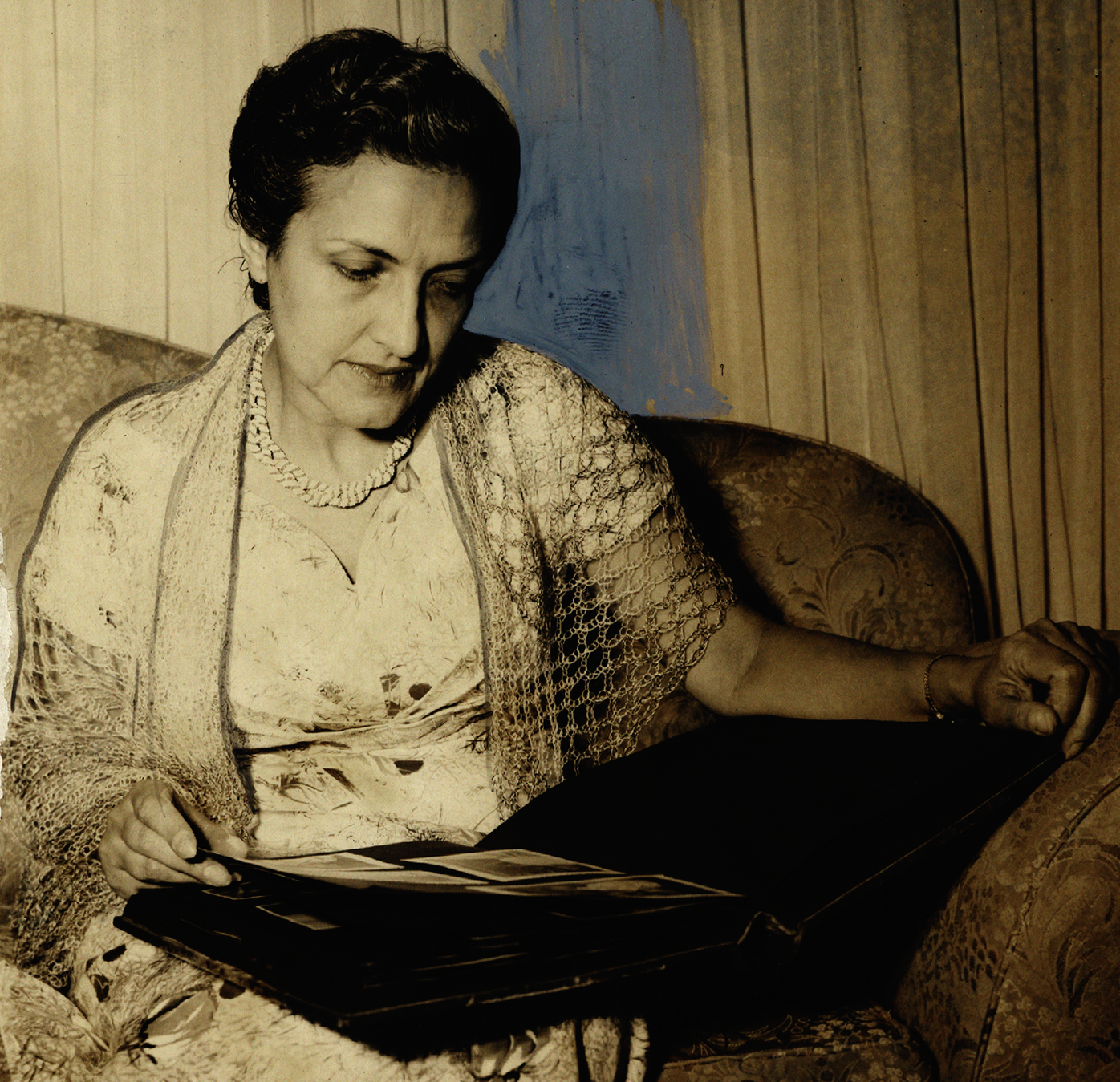
Cecília Meireles
Guimarães Rosa
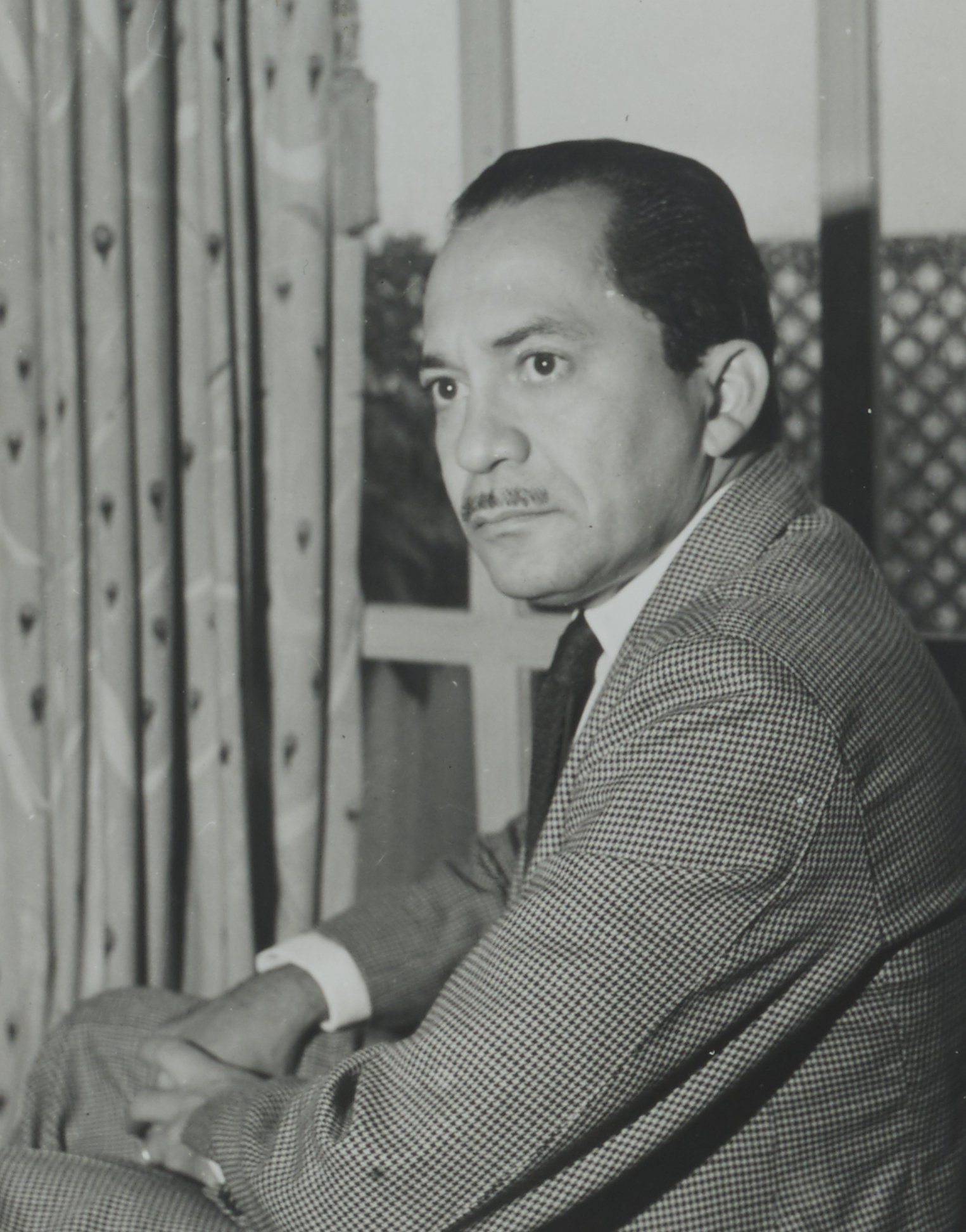
Lêdo Ivo
Clarice Lispector
Vinicius de Moraes
Raquel de Queiroz
Carlos Drummond de Andrade

## Contemporanis
La literatura brasilera contemporània està, en conjunt, molt centrada en la vida de la ciutat i tots els seus aspectes: la solitud, la violència, els temes polítics i el control dels mitjans. Escriptors com Rubem Fonseca o Sérgio Sant'Anna han escrit llibres importants sobre aquests temes als anys setanta, obre nous camins en la literatura brasilera, fins aleshores tractant sobretot de la vida rural.
Les noves tendències des dels anys vuitanta inclouen obres d'autors com João Gilberto Noll, Milton Hatoum, Bernardo Carvalho, João Almino, Adriana Lisboa i Cristovão Tezza. Poetes com Ferreira Gullar i Manoel de Barros es troben entre els més aclamats dins dels cercles literaris del Brasil, el primer havia estat nominat per al Premi Nobel.
En els darrers anys, la "literatura marginal" ha agafat protagonisme amb autors i poetes com Sérgio Vaz i Ferréz fent aparicions en esdeveniments importants com la Festa Literària Internacional de Paraty, Flipside i la Biennal del Llibre de São Paulo. Altres poetes com Adélia Prado, Elisa Lucinda, Luis Alexandre Ribeiro Branco, es troben entre els poetes contemporanis, implementant noves temàtiques i punts de vista, com el feminisme.

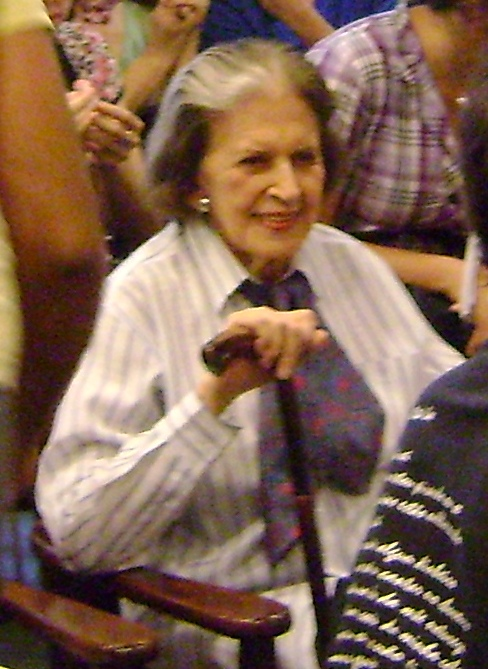
Lygia Fagundes Telles
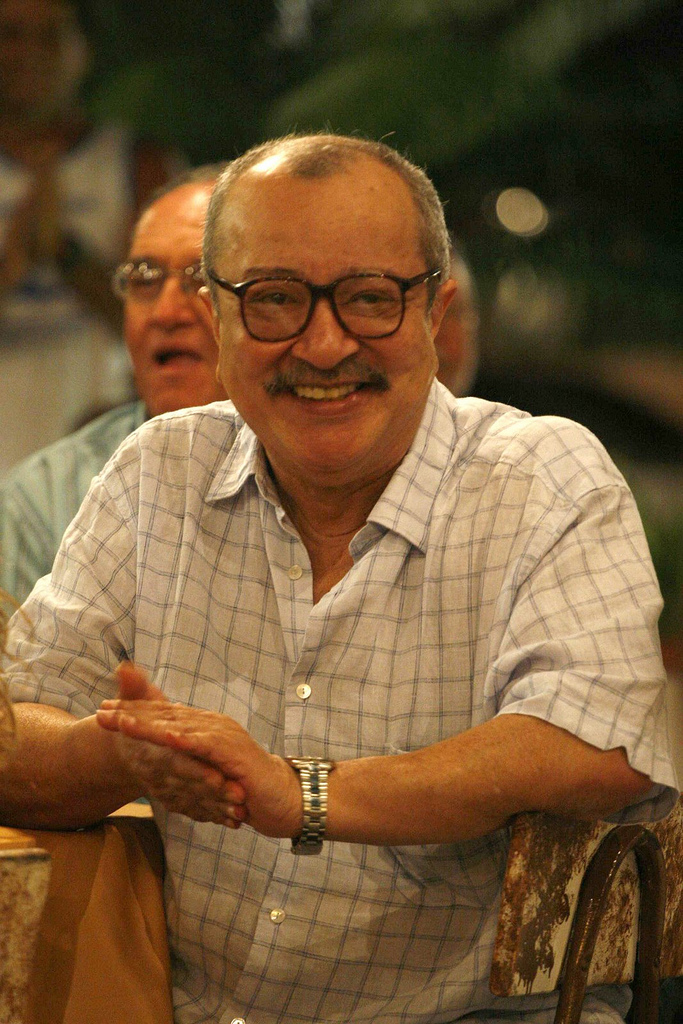
João Ubaldo Ribeiro
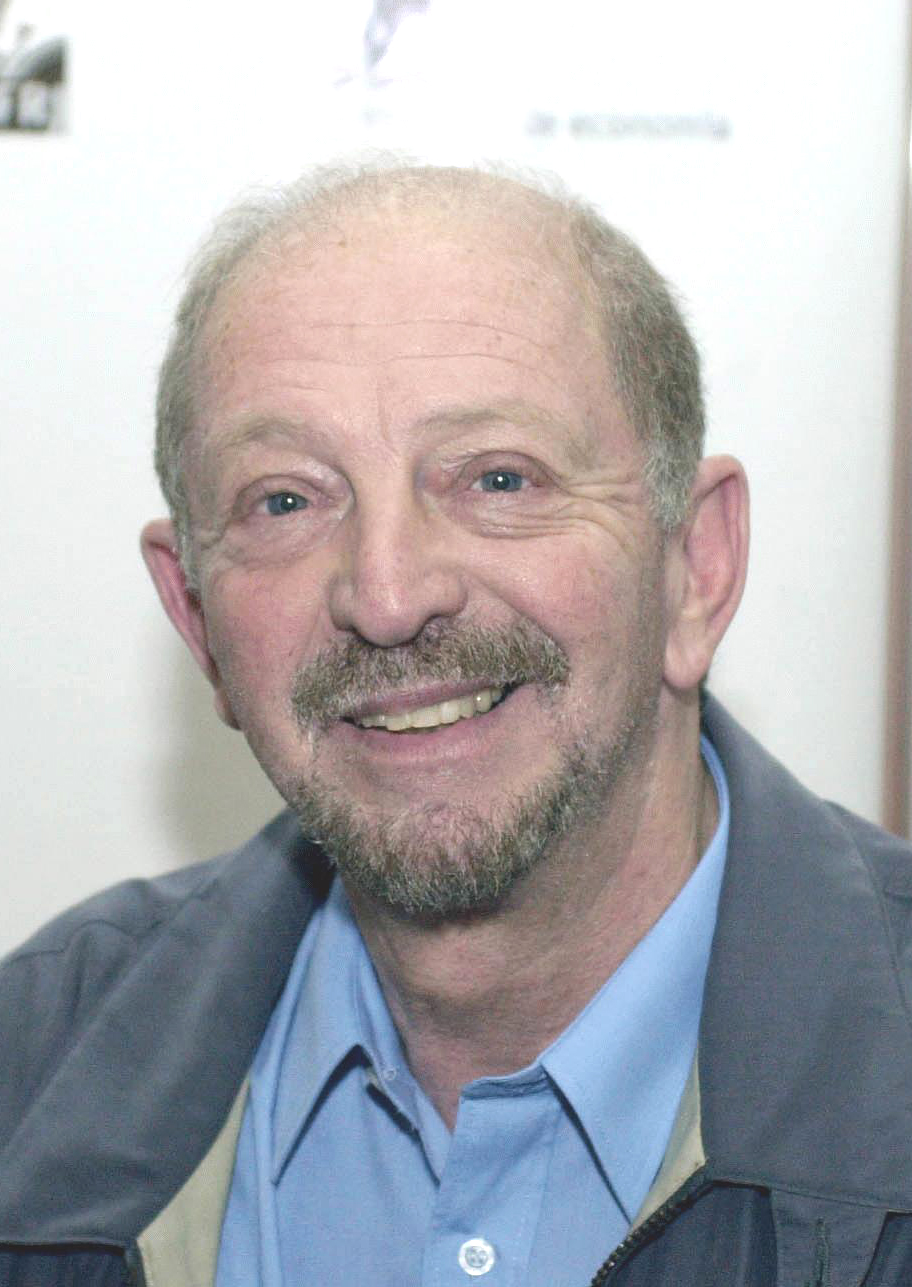
Moacyr Scliar